# 金谷町
金谷町（かなやちょう）は、かつて静岡県榛原郡にあった町。遠州東部に位置しており、江戸時代は東海道の宿場町だった。茶（金谷茶）の産地として知られた。2005年（平成17年）に旧・島田市と新設合併し島田市となった。なお、地元での金谷のアクセントは頭高でなく2・3拍目が高い。

## 地理
静岡県の遠州東部に位置する。行政上の区分は榛原郡であり、静岡県中部地方に区分された。
河川
- 大井川

### 隣接する自治体
- 島田市
- 掛川市
- 菊川市
- 牧之原市
- 周智郡森町

## 歴史

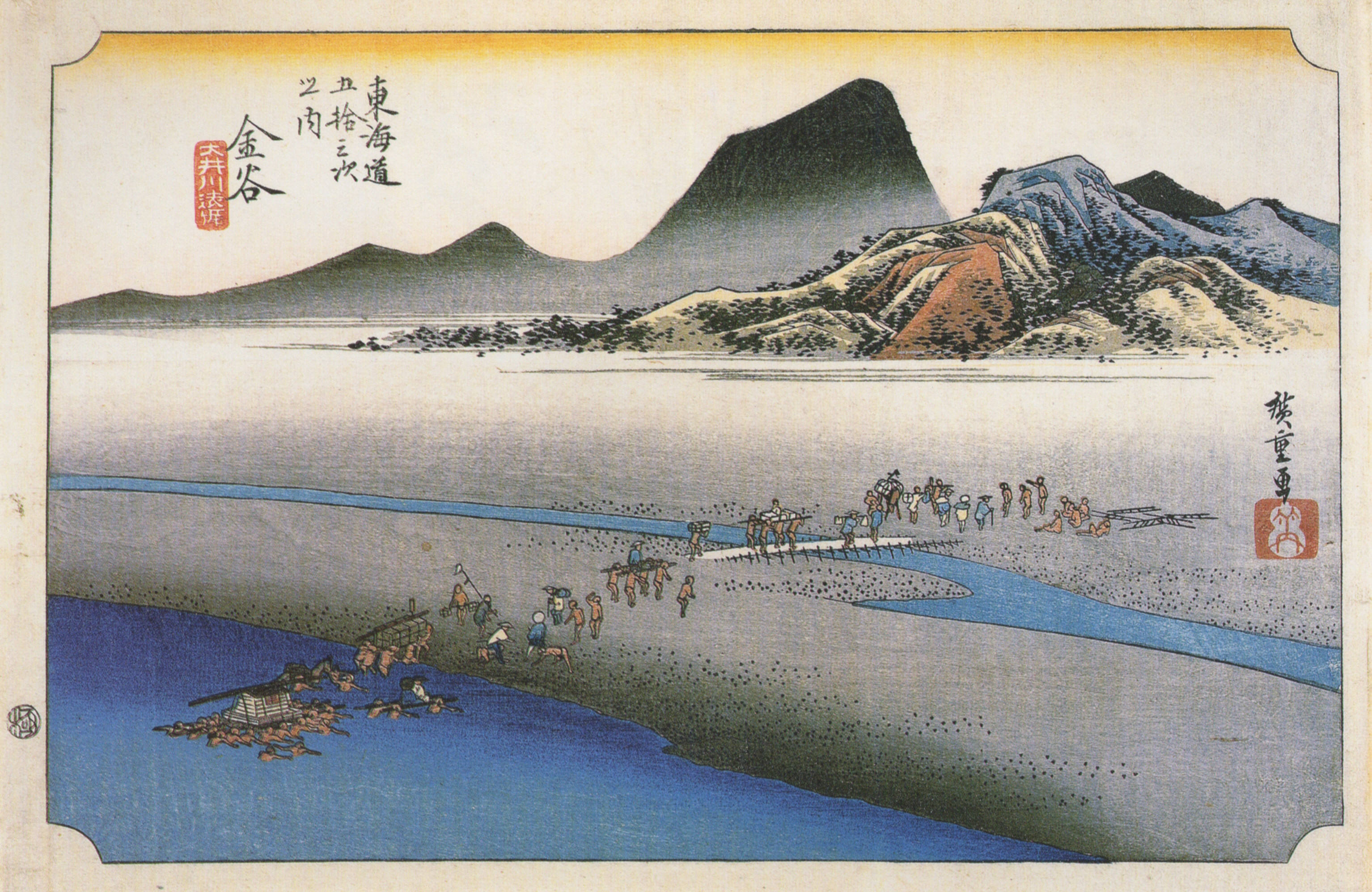
歌川広重作『東海道五十三次』より金谷

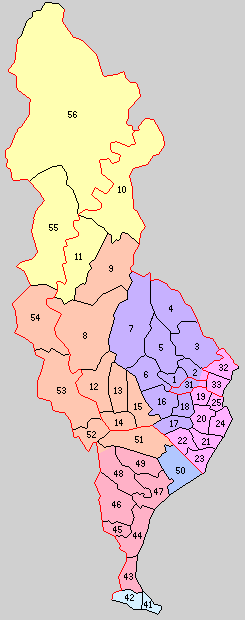
大井川流域の町村制施行時の町村。52が金谷町。（53.五和村）

- 1590年（天正18年） - 天正の瀬替えにより大井川の流路が変更される。
- 1601年（慶長6年） - 東海道の宿場町として金谷宿がつくられる。
- 1876年（明治9年）9月 - 暴風雨により大井川が金谷で破堤[1]。
- 1889年（明治22年）4月1日 - 市町村制施行により、金谷町、五和村が誕生。
- 1930年（昭和5年）5月30日 - 昭和天皇が静岡県内を行幸。金谷町内は明治天皇御野立所跡などを巡幸[2]。
- 1957年（昭和32年）10月1日 - 金谷町および五和村が合併し、新たに金谷町が誕生。
- 2005年（平成17年）5月5日 - 島田市と対等合併、島田市（新設）となった。

## 経済

### 産業
- 茶
- マスク（サンエムパッケージ）
- 薬

### 娯楽
- 金谷劇場 - 映画館[3]
- 第二金谷劇場 - 映画館[3]

## 姉妹都市・提携都市

### 国内
- 富山県氷見市
  - 1987年（昭和62年）4月15日 - 姉妹都市締結。

### 海外
- ブリエンツ（スイス）
  - 1996年（平成8年）8月10日 - 姉妹都市締結。

## 交通

### 鉄道
- 中心となる駅：金谷駅（東海道本線、大井川鐵道）
- 大井川鐵道
  - 大井川本線：金谷駅 - 新金谷駅 - 代官町駅 - 日切駅 - 五和駅（現：合格駅） - 神尾駅 - 福用駅

※門出駅は金谷町消滅後に新設された。

### 道路
- 一般国道
  - 国道1号
  - 国道473号

### 旧街道
- 東海道
  - 金谷宿

## 名所・旧跡・観光スポット・祭事・催事
- お茶の都ミュージアム（旧お茶の郷博物館）
- 牧之原公園
- 大井川鐵道 (SL)
- 諏訪原城跡
- 金谷茶まつり

## 出身有名人
- コンバット満 - お笑いタレント
- 小澤正澄 - ギタリスト
- 牧野京夫 - 参議院議員